# Tour Saint-André de Château-Landon
La tour Saint-André est le reste d’un ancien édifice religieux catholique situé à Château-Landon, en France. Il est doublement protégé aux monuments historiques : inscrit depuis 1987 et classé depuis 1990.

## Statut patrimonial et juridique
L’édifice fait l’objet de deux protections au titre des monuments historiques : une inscription de la tour à partir de 1926 annulée en faveur d’un classement en 1990, une autre inscription depuis 1987.